# 库特布丁·设拉子
库特卜丁·穆罕默德·本·马苏德·本·穆斯利赫·卡泽伦尼（波斯語：‎，1236年—1311年2月7日），简称库特布丁·设拉子（波斯語：‎），13世纪波斯学者。他对伊斯兰科学和哲学多有贡献。
出生于设拉子，其父亲为名医和苏菲派长老，自幼从父学医，曾专研伊本·西那的《医典》。在马拉盖拜奈绥尔丁·图西为师，学习天文学和哲学。后在小亚细亚结识苏菲派大师鲁米，定居科尼亚后，取得苏菲教团导师称号，曾出任锡瓦斯和马拉蒂亚宗教法官。1282年奉伊儿汗国君主贴古迭儿之命出使埃及马穆鲁克王朝。而后转赴叙利亚，在那里传授伊本·西那的《医典》和《治疗论》。晚年移居大不里士，闭门著述。
著作主要有《天体论中的认识极限》（Nehāyat al-edrāk fi dirayat al-aflak）、《帝王的赠礼》（Al-Tuḥfat al-saʿdiyah）、《<古兰经>注释中安拉恩赐的成功》（Fatḥ al-mannān fi tafsir al-Qorʾān）、《王冠上的珍珠》（Durrat al-taj li-ghurratt al-Dubaj）等。